# Orkut
Google Orkut — прекратившая работу социальная сеть, проект компании Google. Назван в честь одного из её сотрудников турецкого происхождения — Оркута Буюккоктена.
Основное предназначение — помощь в нахождении новых друзей и упрочнение существующих связей. Orkut был похож на Facebook и Myspace. Дополнительная возможность — лёгкое создание простых форумов (которые назывались «сообщества») пользователей.
С октября 2006 года на Orkut была разрешена свободная регистрация пользователей без приглашения.
Больше всего Orkut был популярен в Бразилии и Индии, в 2008 году в сервисе было зарегистрировано более 120 млн пользователей по всему миру.
Сервис был закрыт компанией 30 сентября 2014 года, о чём было объявлено за три месяца до закрытия.